# UFC Fight Night: Machida vs. Anders
UFC Fight Night: Machida vs. Anders fue un evento de artes marciales mixtas organizado por Ultimate Fighting Championship que se llevó a cabo el 3 de febrero de 2018 en el Arena Guilherme Paraense en Belém.

## Historia
El evento estelar contó con el combate de peso medio entre Lyoto Machida y Eryk Anders.
El evento coestelar contó con el combate de peso mosca femenino entre Valentina Shevchenko y Priscila Cachoeira.

## Premios extra
Cada peleador recibió los siguientes bonos de recompensa:
- Pelea de la Noche ($50.000): Thiago Santos vs. Anthony Smith
- Actuación de la Noche ($50.000): Valentina Shevchenko y Iuri Alcântara